# Municipio de Eddy (Dakota del Norte)
El municipio de Eddy (en inglés: Eddy Township) es un municipio ubicado en el condado de Eddy en el estado estadounidense de Dakota del Norte. En el año 2010 tenía una población de 39 habitantes y una densidad poblacional de 0,41 personas por km².

## Geografía
El municipio de Eddy se encuentra ubicado en las coordenadas 47°47′21″N 98°41′45″O / 47.78917, -98.69583. Según la Oficina del Censo de los Estados Unidos, el municipio tiene una superficie total de 94.44 km², de la cual 92,72 km² corresponden a tierra firme y (1,82 %) 1,71 km² es agua.

## Demografía
Según el censo de 2010, había 39 personas residiendo en el municipio de Eddy. La densidad de población era de 0,41 hab./km². De los 39 habitantes, el municipio de Eddy estaba compuesto por el 100 % blancos. Del total de la población el 0 % eran hispanos o latinos de cualquier raza.